# إلينا بابكينا
إلينا بابكينا (باللاتفية: Elīna Babkina)‏ مواليد 24 أبريل 1989 في ريغا، هي لاعبة كرة سلة لاتفية. بدأت مسيرتها الاحترافية في سنة 2005. تم اختيارها من قبل فريق لوس أنجلوس سباركس خلال الدرافت. يبلغ طولها 5 قدم 8 بوصة (1.7 م). مثلت منتخب بلادها. شاركت في دورة الألعاب الأولمبية الصيفية سنة 2008.

## الإنجازات
- 2009 – المركز الأول في الدوري اللاتفي لكرة السلة
- 2008 – المركز الـ 9 في كرة السلة في الألعاب الأولمبية الصيفية
- 2007 – المركز الأول في الدوري اللاتفي لكرة السلة

## روابط خارجية
- إلينا بابكينا على موقع الاتحاد الدولي لكرة السلة (الإنجليزية)
- إلينا بابكينا على موقع كرة السلة الأوروبية.كوم (الإنجليزية)
- إلينا بابكينا على موقع بروبوليرز (الإنجليزية)
- إلينا بابكينا على موقع سبورتس رفرنس (الإنجليزية)
- إلينا بابكينا على موقع سبورتس رفرنس (الإنجليزية)
- إلينا بابكينا على موقع اللجنة الأولمبية الدولية (الإنجليزية)
- إلينا بابكينا على موقع أوليمبيديا (الإنجليزية)
- إلينا بابكيناعلى موقع اللجنة الأولمبية اللاتفية (مؤرشف) (اللاتفية)